# Desaparición de Kyron Horman
Kyron Richard Horman (Portland, Oregón; 9 de septiembre de 2002) era un niño estadounidense que desapareció en Portland (Oregón), en junio de 2010, al comienzo de la jornada lectiva en su escuela primaria, el Skyline Elementary School. La policía, junto con el FBI, llevó a cabo una búsqueda exhaustiva, iniciando una investigación criminal, pero sin llegar a descubrir información sobre su paradero. Su desaparición desencadenó la mayor investigación criminal de la historia de Oregón. A día de hoy, sigue en paradero desconocido.

## Trasfondo
Kyron Richard Horman nació el 9 de septiembre de 2002 en Portland, hijo de Desiree Young y Kaine Horman, ingeniero de Intel. La pareja se divorció a los ocho meses de embarazo de Young, alegando ésta diferencias irreconciliables. Ambos habían compartido la custodia de Kyron hasta 2004, pero cuando a Young se le diagnosticó una insuficiencia renal que requirió una amplia intervención médica, Kaine asumió la custodia completa; a pesar de ello, Young siguió participando activamente en la crianza del niño.
En 2007, Kaine se casó con Terri Moulton (nacida el 14 de marzo de 1970), una profesora sustituta originaria de Roseburg. Kaine comenzó una relación sentimental con Moulton alrededor de 2001, cuando él y Young estaban en pleno proceso de divorcio. Se casaron en 2007 durante una visita a la isla de Kauai, en Hawái. En diciembre de 2008, Moulton dio a luz a una hija, Kiara. Mientras tanto, Kyron estudiaba en la Skyline Elementary School, cerca de Forest Park.

## Desaparición
El 4 de junio de 2010, su madrastra, Terri Horman (Moulton), llevó a Kyron a la escuela primaria Skyline y se quedó con él mientras asistía a una feria de ciencias. Terri Horman declaró que había salido de la escuela alrededor de las 8:45 horas de la mañana. y que la última vez que recordaba haber visto a Kyron caminaba por el pasillo hacia su primera clase. Sin embargo, Kyron nunca llegó a ser visto en el aula, y ese día fue marcado como ausente. Las declaraciones de Terri a la policía indican que, después de salir del colegio a las 8:45, hizo recados en dos supermercados Fred Meyer distintos hasta aproximadamente las 10:10 horas de la mañana.
Entre esa hora y las 11:39 horas, declaró que llevaba a su hija en coche por la ciudad para intentar que el movimiento del vehículo aliviara el dolor de oídos de la pequeña. Terri dijo que después se fue a un gimnasio local y que hizo ejercicio hasta las 12:40. Media hora después, a las 13:21, había llegado a casa y había colgado fotos de Kyron en la feria de ciencias en Facebook.
A las 15:30, Terri y su marido, Kaine, se dirigieron con su hija Kiara a la parada de autobús para encontrarse con Kyron. El conductor les dijo que el niño no había subido al autobús y que llamaran a la escuela para preguntar por su paradero. Terri lo hizo, pero la secretaria del colegio le informó de que, por lo que sabían allí, Kyron no había ido al colegio desde primera hora de ese día y que, por lo tanto, se le había marcado como ausente. Al darse cuenta de que el chico había desaparecido, la secretaria llamó al 911.

## Investigación

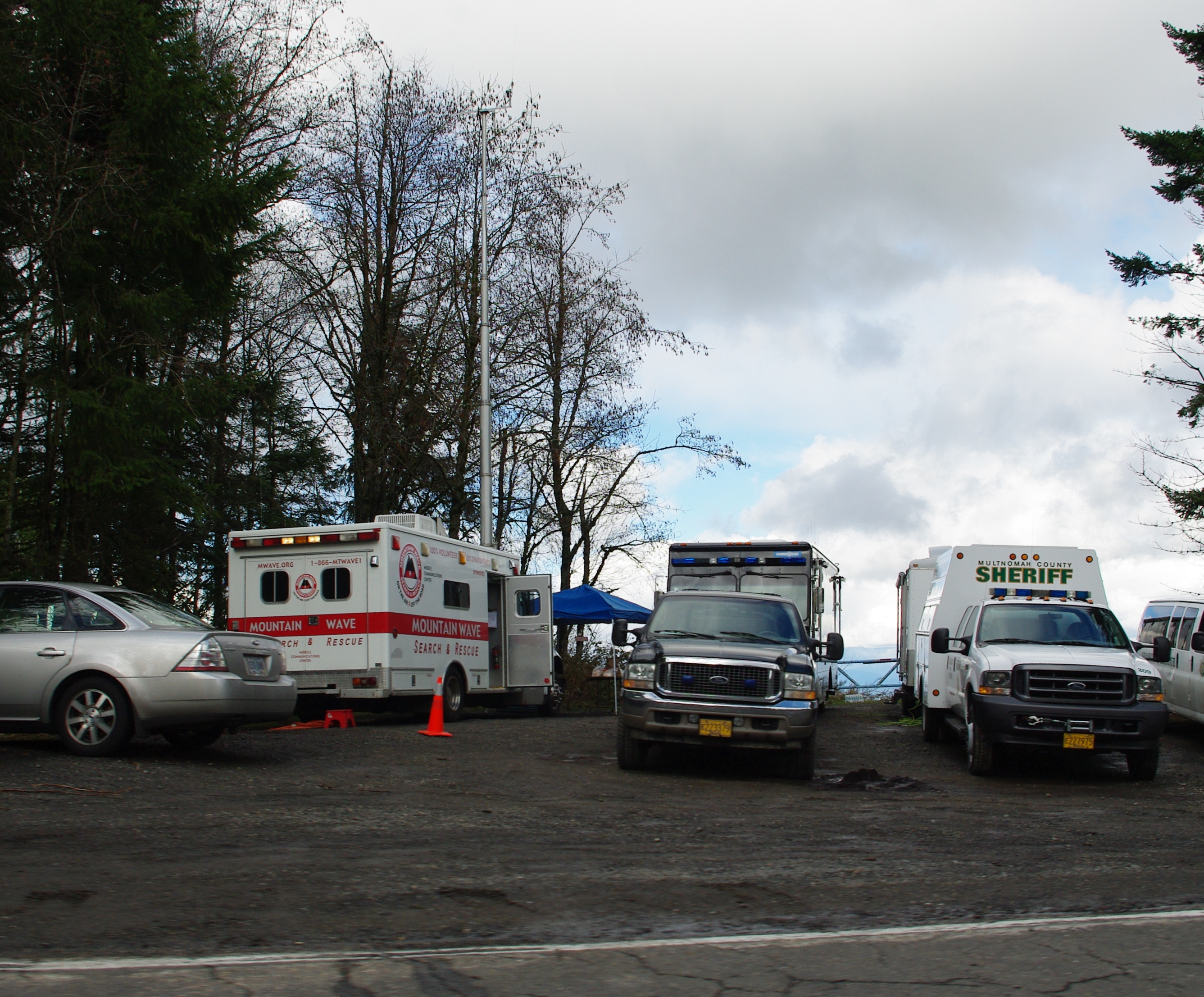
Vehículos de búsqueda y rescate estacionados en Skyline Boulevard, en el condado de Multnomah, y cerca de Moreland Road, el 26 de marzo de 2011. Los equipos de búsqueda buscaban a Kyron Horman a lo largo de la carretera y de Dixie Mountain Road.

Las labores de búsqueda de Kyron fueron exhaustivas y se centraron principalmente en un radio de 3,2 km alrededor de Skyline Elementary y en Sauvie Island, a unos 9,7 km de distancia. Las fuerzas del orden no revelaron los motivos por los que buscaron en la zona en la que lo hicieron, que incluía una búsqueda en el puente de Sauvie Island.
El 9 de junio de 2010, la familia Horman, que inicialmente se había negado a hablar con los medios de comunicación, emitió un comunicado:

A la familia de Kyron le gustaría dar las gracias a la gente por el apoyo y el interés en encontrar a su hijo. Las muestras de apoyo y los continuos esfuerzos refuerzan su esperanza. Necesitamos que la gente siga ayudándonos en nuestro objetivo. Por favor, busquen en sus propiedades: coches, edificios, cobertizos... También consulte con vecinos y amigos que puedan estar de vacaciones o que puedan necesitar ayuda en la búsqueda.Hay muchos recursos aquí para ayudarle a buscar, así que por favor no se detenga. Obviamente es un momento difícil y quieren hablar con el público para que puedan escucharlo de boca de la familia de Kyron mientras se reúnen para compartir su mensaje. Su objetivo es mantener el foco en Kyron y no en otra cosa.

El 12 de junio, unos 300 rescatistas entrenados estaban sobre el terreno buscando en zonas boscosas cercanas a la escuela. La búsqueda de Kyron, que duró diez días, fue la mayor de la historia de Oregón e incluyó a más de 1 300 buscadores de Oregón, Washington y California. Una recompensa publicada por información que condujera al descubrimiento de Kyron, que inicialmente era de 25 000 dólares, se amplió a 50 000 dólares a finales de julio de 2010.

## Procedimiento judicial
A finales de junio de 2010, en medio de la búsqueda, los investigadores informaron a Kaine de que Terri había ofrecido al paisajista de la familia, Rodolfo Sánchez, "mucho dinero" para matar a su marido. Sánchez declaró que Terri se había puesto en contacto con él para que le ayudara a matar a su marido en enero de 2010, cinco meses antes de la desaparición de Kyron; en su propia declaración, Terri negó la acusación. Los investigadores convencieron a Sánchez para que confrontara a Terri mientras llevaba un dispositivo de audiovigilancia, pero no obtuvieron ninguna prueba y no pudieron detenerla. El 28 de junio, Kaine solicitó el divorcio y obtuvo una orden de alejamiento contra Terri. El divorcio fue concedido y finalmente se le concedieron a Terri visitas supervisadas con su hija.
Durante este tiempo, Terri no superó dos pruebas del polígrafo en relación con la desaparición de Kyron. En agosto de 2010, se anunció que las fuerzas del orden estaban buscando a una persona que supuestamente habían visto dos testigos sentada en el interior de la camioneta de Terri en el exterior de la escuela Skyline Elementary el día de la desaparición. Bruce McCain, ex sheriff de la oficina del condado de Multnomah, declaró a CBS News: "La identidad de esa segunda persona, si existió, podría ser fundamental para determinar qué le ocurrió a Kyron después de las 9 de la mañana del 4 de junio".
Mientras tanto, en julio de 2010, un gran jurado del condado de Multnomah citó a declarar a varios amigos de Terri, entre ellos DeDe Spicher, a quien Young y Kaine describieron como alguien que "había estado en estrecha comunicación con Terri" y que "proporcionaba a Terri apoyo y consejos que no redundaban en beneficio de nuestro hijo". Según las fuerzas del orden, Spicher se mostró "extremadamente cooperativa" y permitió que se registraran su propiedad y su coche, además de soportar tres horas de interrogatorio por parte de los detectives.
El día de la desaparición de Kyron, Spicher abandonó abruptamente su trabajo de jardinería para un propietario en Germantown Road, en el noroeste de Portland, alrededor de las 11:30 horas, y regresó noventa minutos más tarde. También habría ayudado a Terri a comprar un teléfono móvil imposible de rastrear. Durante ese tiempo, Spicher dijo a los periodistas: "Mi amiga está pasando por un horror. Si hubiera pensado por un segundo que era capaz [de cometer un delito], no habría estado allí. En primer lugar, no habría sido mi amiga".
A principios de agosto de 2010, tanto Young como Kaine fueron citados y testificaron durante la vista del gran jurado, al igual que el director de la escuela Skyline Elementary. En diciembre de 2010, The Oregonian informó de que el gran jurado aún no había aportado pruebas convincentes que permitieran una posible acusación. El 29 de noviembre de 2010, los esfuerzos de búsqueda en el caso de Kyron habían costado aproximadamente 1,4 millones de dólares, según los comisionados del condado, y habían arrojado 4 257 pistas.
En mayo de 2017, la estación KGW de Portland informó que un panel secreto del gran jurado continuaba escuchando evidencia en la desaparición de Kyron, y que se había reunido en múltiples ocasiones. Durante el informe, el caso se describió como aún "activo y en curso". Dos meses después, en julio de 2017, las fuerzas del orden llevaron a cabo más búsquedas a lo largo de Skyline Boulevard, pero las búsquedas no dieron resultados. En junio de 2018, Young publicó en la página oficial de Facebook Find Kyron Horman: "Estad atentos, se avecina algo grande, os lo prometo".

### Demanda contra Terri Horman
El 1 de junio de 2012, Young presentó una demanda civil contra Terri, alegando que era "responsable de la desaparición de Kyron". La demanda intentaba demostrar que Terri había secuestrado a Kyron el día de su desaparición. Young solicitaba 10 millones de dólares por daños y perjuicios. El 15 de agosto de 2012, un juez de un tribunal federal denegó una moción de Terri para retrasar la demanda.
A principios de octubre de 2012, Spicher se negó a responder a ninguna de las 142 preguntas que se le formularon durante una declaración en relación con la demanda de Young. Entre esas preguntas había varias relativas al paradero de Spicher el 4 de junio de 2010 y a su contacto con Terri ese día. También se negó a identificar una foto de Kyron, a saber si lo había conocido y si conocía a su padre, Kaine.
Durante el testimonio prestado por Kaine en otra vista celebrada ese mismo año, afirmó que la policía le había dicho que "tenían más motivos probables para pensar que Terri Horman estaba implicada en la desaparición de Kyron que hace dos años". El 30 de julio de 2013, se anunció que Young había retirado la demanda contra Terri para no interferir en la investigación policial en curso.